# De troubadours van Steenbergen
De troubadours van Steenbergen is het vijftiende stripverhaal uit de reeks Johan en Pirrewiet. Het is het tweede verhaal uit deze reeks dat getekend werd door Alain Maury op scenario van Yvan Delporte en Thierry Culliford.

## Sneeuw
Hoewel het bij de voortzetting van de reeks na de dood van Peyo de bedoeling was om diens stijl door te trekken, werd er voor dit verhaal even van deze trend afgeweken. De stijl van Peyo staat bekend als vrij eenvoudig en toch doeltreffend. Tekenaar Maury wilde echter sneeuw in zijn verhaal brengen, iets dat Delporte er in verwerkte. De stijl van de sneeuwscènes is echter complexer dan gebruikelijk.

## Verhaal
Een zekere Maximus, zoon van de hertog van Steenbergen, wordt constant uitgedaagd door 3 belagers. Johan en Pirrewiet zijn getuige, maar Maximus doet alsof er niets aan de hand is. Johan hoort hem uit. Maximus blijkt in het verleden een vechtersbaas te zijn en is daarom door zijn vader voor één jaar verbannen. Als hij vecht in die tijd, dan wordt zijn halfbroer Udo de wettelijke opvolger van de hertog en niet langer Maximus. Udo heeft daarom 3 mannen op Maximus afgestuurd om een gevecht uit te lokken. Hij hoopt dat iemand zal getuigen dat Maximus die mannen heeft geslagen.
Maximus' jaar zit er bijna op en hij is op zijn terugweg. Johan en Pirrewiet gaan met hem mee als escorte. Ze worden gevolgd door 3 troubadours die munt proberen te slaan uit Pirrewiet.
Intussen wordt de hertog vergiftigd door Udo met hulp van de apotheker. Hij wil de hertog snel vermoorden zodat hij zijn plaats kan innemen. Udo stuurt ook een patrouille af op Maximus zodat die wel moet vechten. Om de patrouille te misleiden, verkleden Johan, Pirrewiet en Maximus zich als troubadour en zo raken ze in het kasteel. Een geheime gang leidt hen naar de hertog, die terstond geholpen wordt door Hildegard, de jongedame onder de troubadours. Udo en de apotheker worden ontmaskerd en gevangengenomen. Ondertussen is er iets moois gebloeid tussen Hildegard en Maximus. Trouwplannen zijn in de maak ...